# Řepovník
Řepovník (Rapistrum) je rod rostlin z čeledě brukvovitých s pouhými dvěma druhy které také rostou v České republice.

## Výskyt
První druh, řepovník vytrvalý, je rozšířený vyjma severních oblastí téměř po celé Evropě, nebývá však většinou příliš hojný. Zato druhý, řepovník svraskalý, byl vyjma Antarktidy zavlečen do všech kontinentů a mnohde se projevuje jako úporný plevel.

## Popis
Rostliny jsou jednoleté až vytrvalé a jejich lodyhy sahají do výšky až 80 cm. Lodyhy mohou vyrůstat jednotlivě nebo jsou více početné, jednoduché nebo již od báze rozvětvené, ve spodní části jsou štětinatě chlupaté. Nevyskytuje se u nich listová růžice, lodyžní listy jsou řapíkaté nebo přisedlé, bývají obvykle lyrovitě peřenodílné nebo peřenosečné a jen zřídka celokrajné.
Čtyřčetné oboupohlavné květy s krátkými stopkami bývají seskupeny do koncových hroznů kterým se v době zralosti plodů značně prodlužují vřetena. Přímo odstávající, volné kališní lístky rostoucí ve dvou přeslenech jsou téměř vzpřímené. Obvejčité, žluté nebo světložluté korunní lístky s krátkým nehtíkem jsou na vrcholu okrouhlé. Čtyřmocných tyčinek vyrůstající ve dvou kruzích s tenkými nitkami a vejčitými prašníky je šest. Přisedlý semeník má dvě pouzdra dělená nepravou přepážkou.
Plody jsou vzpřímené, nepukající, podélně rýhované šešule které jsou příčně rozdělené na dva nestejné díly. Spodní elipsoidní až válcovitý obsahuje 0 až 3 zavěšená semena a ze stopky po dozrání neodpadá. Horní díl vejčitý až kulovitý s 0 až 1 semenem má na vrcholu trvalou čnělku a od spodního se po uzrání lehce odlamuje. Semena ve spodním dílu jsou úzce elipsoidní, v horním vejčitá, osemení je hladké a za vlhka neslizovatí. Květy jsou opylovány hmyzem. Základní chromozomové číslo x = 8.